# The Scorpio Letters
The Scorpio Letters é um filme de suspense britânico-estadunidense de 1967 dirigido por Richard Thorpe e estrelado por Alex Cord, Shirley Eaton e Laurence Naismith. Foi produzido pela MGM Television e transmitido pela ABC nos Estados Unidos, ao mesmo tempo em que foi lançado nos cinemas em vários países, incluindo a Grã-Bretanha.  O roteiro do longa-metragem é baseado no romance de mesmo título do autor Victor Canning. Este foi o último filme dirigido por Thorpe.

## Enredo
Joe Christopher, um americano em Londres que trabalha para a inteligência britânica, une forças com Phoebe Stewart para investigar a morte de um colega agente que foi vítima de uma conspiração. Sua busca pela verdade os leva a Paris e a uma estação de esqui alpina.

## Elenco
- Alex Cord como Joe Christopher
- Shirley Eaton como Phoebe Stewart
- Laurence Naismith como Burr
- Oscar Beregi Jr. como Philippe Soriel (Scorpio)
- Lester Matthews como Sr. Harris
- Antoinette Bower como Terry
- Arthur Malet como Hinton
- Barry Ford como Bratter
- Émile Genest como Garin
- Vincent Beck como Paul Fretoni
- Ilka Windish como Senhorita Gunther
- Laurie Main como Tyson
- Andre Philippe como Gian
- Harry Raybould como Lodel
- Danielle De Metz como Marie
- Milton Parsons como Sr. Atkinson
- Ivor Barry como Rt. Hon. John Murney